# Perla Cristal

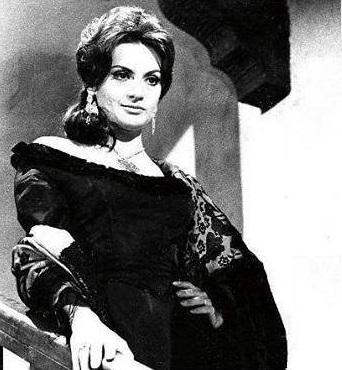
Perla Cristal

Perla Cristal Lijtik (* 29. September 1937 in Buenos Aires) ist eine argentinische Schauspielerin.

## Leben
Cristal kam durch schauspielerisches Können und den Einsatz ihrer körperlichen Attribute zu großen Erfolgen im argentinischen Film der 1950er und 1960er Jahre. Auch als Sängerin aktiv, wurde sie in einigen international produzierten Filmen als Pearl Cristal besetzt; darunter waren etliche Genrefilme, so Horrorfilme und Italowestern. Zwischen 1962 und 1977 spielte sie in rund 60 Filmen. Nach Abklingen ihrer Popularität Mitte der 1970er Jahre blieb sie aber eine beschäftigte Schauspielerin und war vor allem ab 2005 wieder häufiger im Fernsehen zu sehen.
Seit Anfang der 1960er Jahre lebt sie in Spanien.

## Filmografie (Auswahl)
- 1950: Arroz con leche
- 1954: La cueva de Ali-Babá
- 1962: Schreie durch die Nacht (Gritos en la noche)
- 1965: Agent 077 – Heißes Pflaster Tanger (S077 spionaggio a Tangeri)
- 1965: Dos mil Dolares por Coyote
- 1966: Die 7 Pistolen des McGregor (7 pistole per i MacGregor)
- 1966: Frauen, die durch die Hölle gehen (Las siete magníficas)
- 1966: Die Hexe ohne Besen (Una bruja sin escoba)
- 1966: Joe Navidad
- 1968: Rio Hondo (Comanche blanco)
- 1968: Tausend und eine Nacht (Sharaz)
- 1970: Bleigewitter (Reverendo Colt)
- 1971: Dans la poussière du soleil
- 1973: Maske des Grauens (La corrupcion de Cris Miller)
- 1977: Die schwarze Perle (The Black Pearl)
- 1984: Atrapadas
- 1988: Jailbird Rock
- 1989: La Blanca Paloma – Die weiße Taube (La blanca paloma)
- 2001: La novia del príncipe
- 2006–2007: Amar en tiempos revueltos (Fernsehserie, 53 Episoden)
- 2010: Armando (o la buena vecindad)